# Thomas Grey, 2. Marquess of Dorset

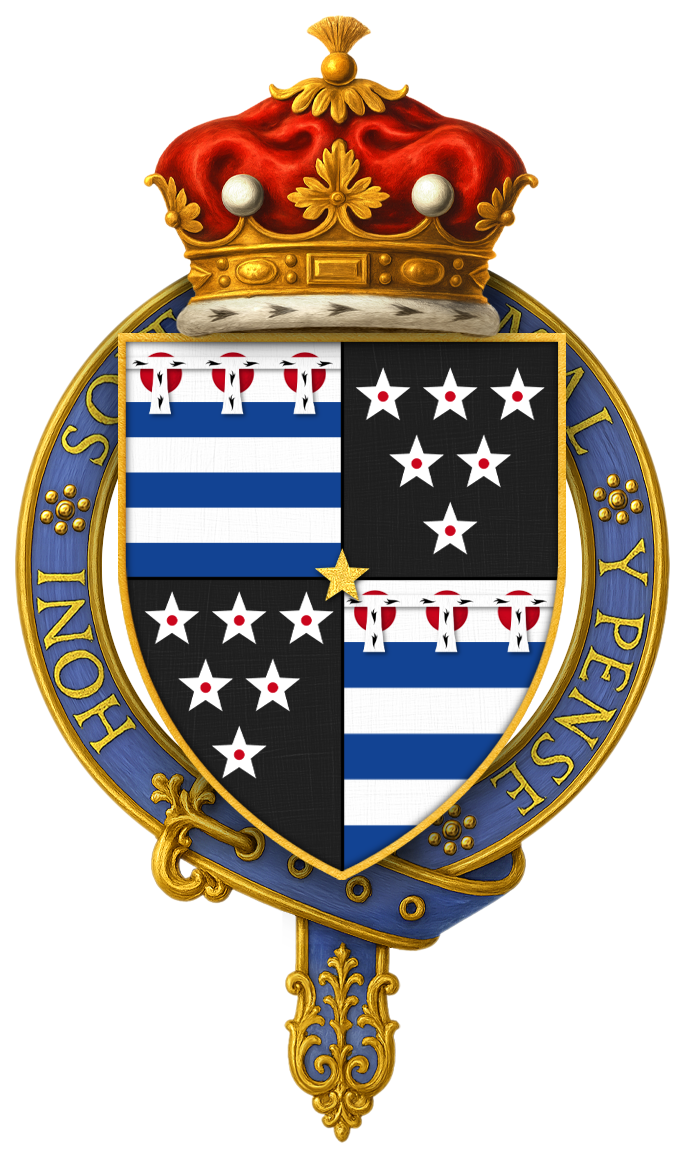
Wappen des Thomas Grey, 2. Marquess of Dorset

Thomas Grey, 2. Marquess of Dorset KG (* 22. Juni 1477; † 10. Oktober 1530) war ein englischer Adliger, Höfling und Militär.

## Leben

### Familie und Jugend
Thomas Grey war der dritte Sohn und Erbe von Thomas Grey, 1. Marquess of Dorset, und Cecily Bonville, Tochter und Erbin von William Bonville, 6. Baron Harington. Seine Mutter war aus eigenem Recht 7. Baroness Harington und 2. Baroness Bonville, die reichste Erbin in England. Sein Vater war der älteste Sohn von Elizabeth Woodville aus deren erster Ehe mit John Grey of Groby und somit Stiefsohn von König Eduard IV. und Halbbruder von König Eduard V.
Gemäß manchen Quellen besuchte Grey die Magdalen College School in Oxford und soll vom späteren Kardinal Wolsey (entweder an der Schule oder privat) unterrichtet worden sein, wofür es jedoch keine Belege gibt.
Greys Vater war ein Gegner König Richards III. und nachdem er 1483 an der fehlgeschlagenen Rebellion des Henry Stafford, 2. Duke of Buckingham, beteiligt gewesen war, floh er mit seinem Sohn in die Bretagne und schloss sich Heinrich Tudor an. Fünf Monate nachdem Richard in der Schlacht von Bosworth seine Krone an Heinrich Tudor verloren hatte, heiratete der neue König die Tante Greys (Halbschwester seines Vaters), Elizabeth of York. Heinrich VII. blieb dem älteren Thomas Grey gegenüber jedoch misstrauisch, 1487 wurde er während der Rebellion Lambert Simnels gefangen genommen. 1492 musste er seine Loyalität zur Krone garantieren und seinen gleichnamigen Sohn zum Mündel des Königs machen.

### Höfling
Als einer der engsten Verwandten der Königin, waren Thomas Grey und seine jüngeren Brüder Leonard und Edward bei Hofe stets willkommen und wurden Höflinge und später Militärs. 1494 wurde Grey zum Knight of the Bath geschlagen und 1501 als Knight Companion in den Hosenbandorden aufgenommen. Zudem starb 1501 sein Vater und Thomas erbte dessen Titel als 3. Marquess of Dorset und 8. Baron Ferrers of Groby sowie dessen Ländereien. Allerdings blieb der Großteil der elterlichen Ländereien, der aus dem Erbanspruch seiner Mutter herrührte zunächst bei dieser. Thomas erbte diese Ländereien sowie deren Titel als 8. Baron Harington und 3. Baron Bonville erst beim Tod seiner Mutter 1529, kurz vor seinem eigenen Tod.
Bei der Hochzeit von Arthur, Prince of Wales, und Katharina von Aragon 1501 diente Thomas Grey als „Hauptredner“ und wurde bei einem Turnier mit einer Tudor-Rose aus Diamanten und Rubinen ausgezeichnet. Doch 1508 wurde er unter dem Verdacht der Verschwörung gegen Heinrich VII. in den Tower of London und später in ein Gefängnis in Calais gesteckt. Obwohl er 1509 durch die Thronbesteigung von König Heinrich VIII. vor der Hinrichtung bewahrt wurde, wurde Grey angeklagt und verlor seine Titel. Später im gleichen Jahr wurde er jedoch begnadigt, kehrte an den Hof zurück und wurde als Baron Ferrers of Groby ins Parlament berufen. Im Jahr 1511 ihm auch der Titel des Marquess of Dorset wiederhergestellt. Ab 1509 war Grey wieder ein aktiver Höfling und nahm mit großem Erfolg an vielen Hofturnieren teil, wobei er bei einer Gelegenheit im März 1524 fast den König tötete.

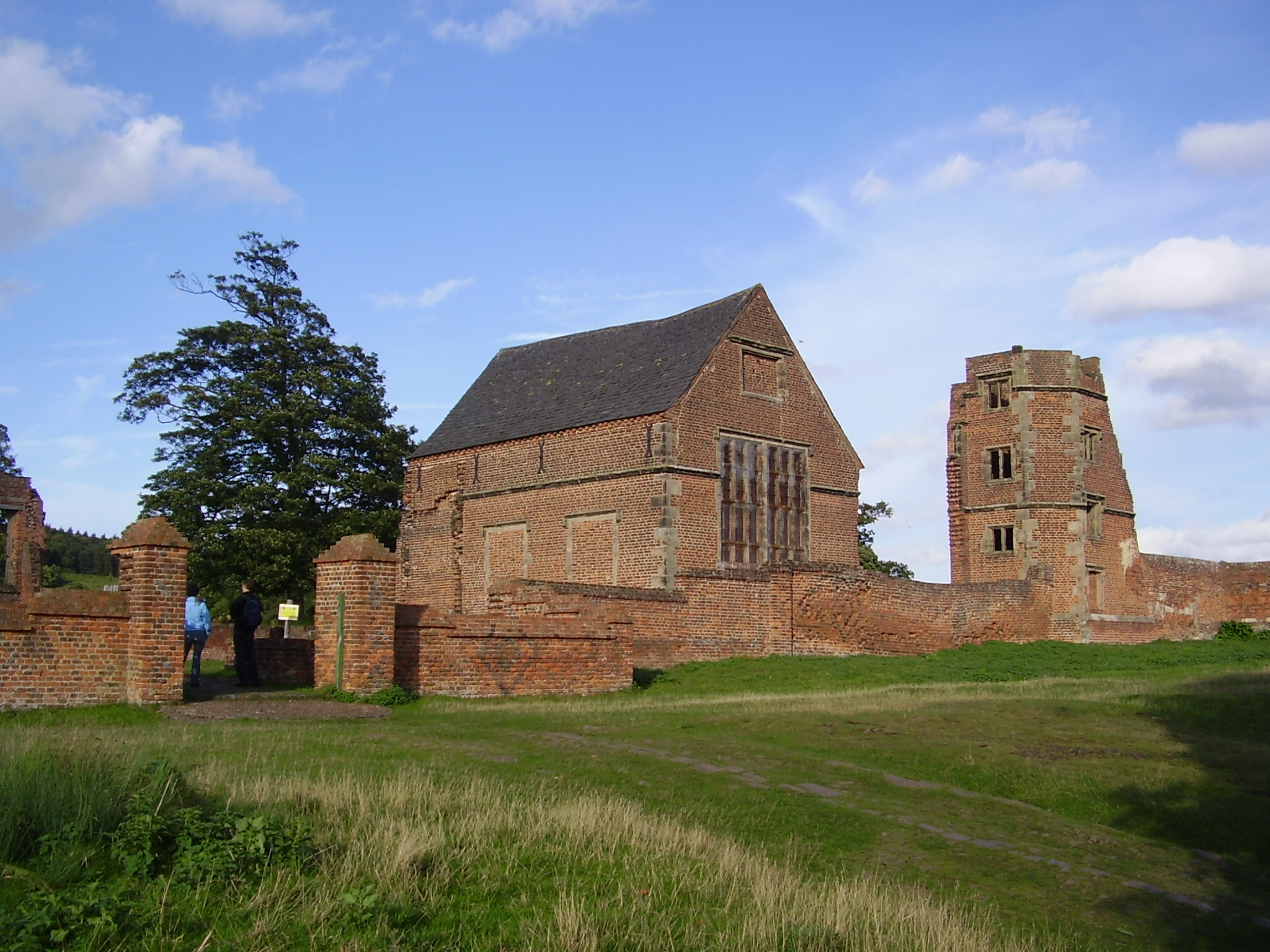
Die Überreste von Bradgate House, dem Wohnsitz Thomas Greys

Im Jahr 1511 verkaufte Grey Land in der Nähe von Althorp, Northamptonshire, an John Spencer. Der Verkauf umfasste die Dörfer Little Brington und Great Brington sowie deren Pfarrkirche St. Mary the Virgin. Grey besaß Land in sechzehn englischen Grafschaften und war Friedensrichter in mehreren von ihnen. Im Jahr 1516, während einer Rivalität in Leicestershire mit George, Baron Hastings, und Sir Richard Sacheverell, vergrößerte Grey unrechtmäßig sein Gefolge am Hof und wurde vor die Star Chamber und den Court of King's Bench gestellt. Er wurde zu gutem Benehmen angehalten. Im Rahmen dieser Rivalität vergrößerte er seinen Stammsitz in Bradgate, Leicestershire, erheblich.
Zusammen mit Charles Brandon, 1. Duke of Suffolk, begleitete Grey 1514 die Schwester Heinrichs VIII., Prinzessin Mary, zu ihrer Hochzeit mit König Ludwig XII. nach Frankreich. Im Jahr 1520 trug Grey auf dem Field of Cloth of Gold das Staatsschwert. Ein Jahr später traf er in Gravelines an der französischen Küste mit Kaiser Karl V. zusammen und begleitete ihn bei seinem Besuch in England. Er half bei der Unterhaltung des Hofes, indem er eine Schauspieltruppe unterhielt.
1521 saß Grey zu Gericht über Edward Stafford, 3. Duke of Buckingham, obwohl er mit ihm verschwägert war: Nach dem Tod seines Vaters hatte Greys Mutter einen Bruder des Dukes geheiratet. Heinrich VIII. belohnte Grey mit drei von Buckinghams Landgütern, nachdem dieser enthauptet worden war.
Vom 17. Juni 1523 bis zu seinem Tod im Jahr 1530 war Grey Justice in eyre south of the Trent. In dieser Eigenschaft führte er den Vorsitz bei dem alle drei Jahre stattfindenden Gerichtshof, der sich mit forstrechtlichen Fragen befasste.
1524 entwickelte sich Greys Fehde mit Lord Hastings in Leicestershire zu einem Kampf zwischen Hunderten von Männern, woraufhin Kardinal Wolsey eingreifen musste. Beide Rivalen mussten eine Kaution in Höhe von eintausend Pfund hinterlegen, und Grey wurde als Lord Master des Rates von Prinzessin Maria nach Wales entsandt.
Im Jahr 1528 wurde Grey zum Wachtmeister von Warwick Castle und 1529 von Kenilworth Castle ernannt.
In Erinnerung an seine Rolle als „Hauptredner“ bei der Hochzeit von Prinz Arthur war Grey 1529 ein kritischer Zeuge zugunsten der Scheidung Heinrichs VIII. von Katharina von Aragon. Er unterstützte nachdrücklich die Behauptung des Königs, dass die Ehe von Arthur und Katharina vollzogen worden war. In den letzten Monaten seines Lebens, unterstützte er den König bei der Verurteilung von Kardinal Wolsey.

### Militär
1512, während des Krieges der Liga von Cambrai, führte Grey eine erfolglose englische Militärexpedition nach Frankreich an, um Aquitanien zurückzuerobern, das England im Hundertjährigen Krieg verloren hatte. Ferdinand von Aragon leistete jedoch nicht die versprochene Unterstützung. Während Ferdinand verzögerte und versuchte, Grey dazu zu überreden, ihm zu helfen, Navarra anstelle von Aquitanien anzugreifen, gingen der englischen Armee die Lebensmittel, das Bier und der Sold aus, viele nahmen Wein zu sich und wurden krank, und die Armee meuterte. Zurück in England musste sich Dorset vor Gericht verantworten.
Ein Jahr später kämpfte er bei der Belagerung von Tournai und in der Schlacht bei Guinegate, 1523 kämpfte er erneut an den schottischen Grenzen, was ihm die Gelegenheit gab, das Debakel von Aquitanien wiedergutzumachen. Um Grey im Umgang mit den Schotten zu unterstützen, wurde er zum Lord Warden of the Marches ernannt, wieder in den Privy Council berufen und zum Gentleman of the Chamber ernannt.

### Tod
Grey starb am 10. Oktober 1530 und wurde in der Kirche von Astley in Warwickshire beigesetzt. Bei seinem Tod hatte er Besitzungen in London und 16 Counties, besaß über 100 Güter und war einer der reichsten Männer Englands. Anfang des 17. Jahrhunderts wurde sein Grab geöffnet, ein Vermessen seines Skeletts ließ auf eine Größe von 1,72 m (5 feet 8 inches) schließen.

## Ehen und Nachkommen

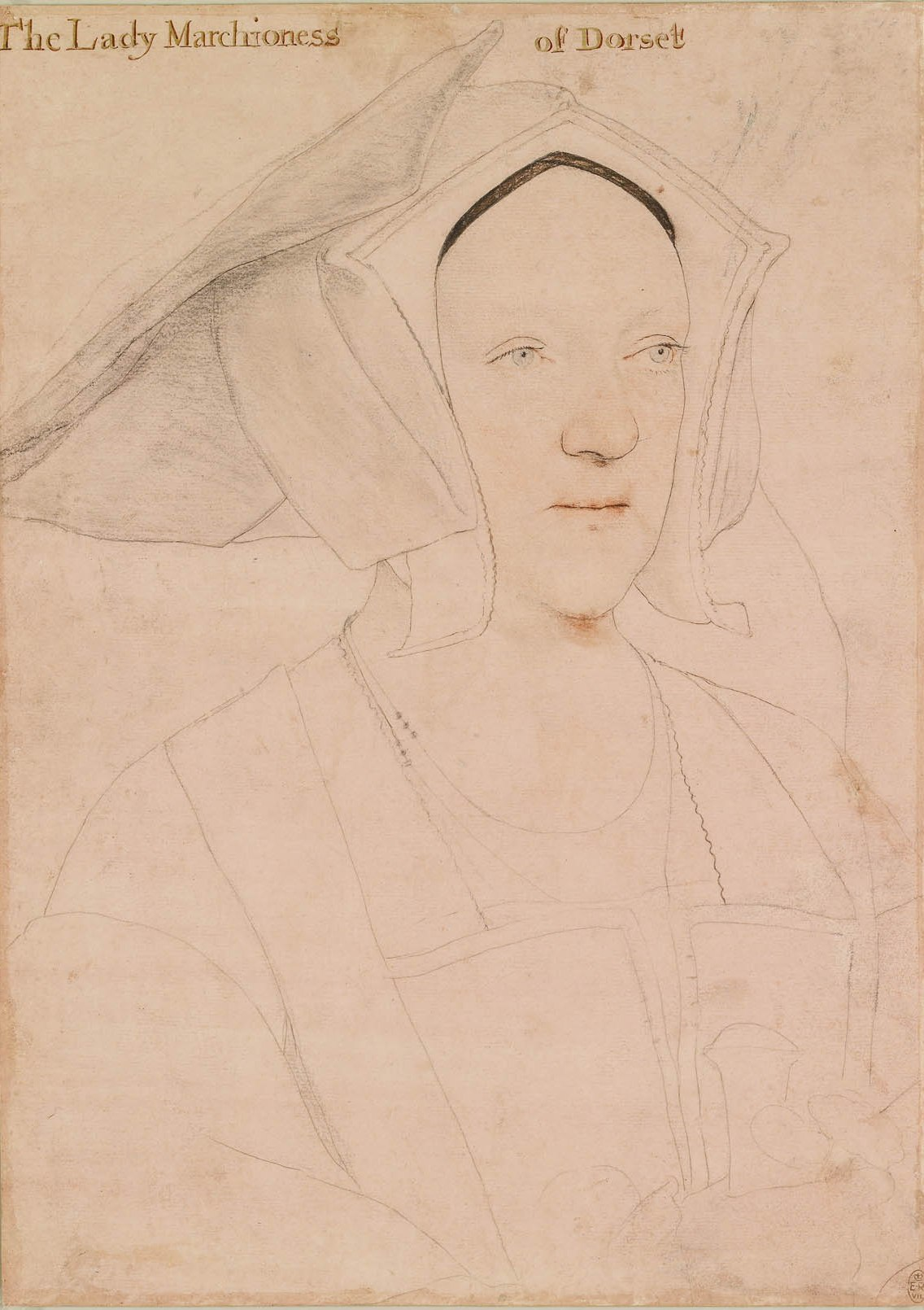
Margaret Grey, Marchioness of Dorset; Zeichnung von Hans Holbein, 1532–35

Thomas Grey wurde 1483 mit Anne St. Leger (1476–1526), der Tochter von Anne of York, Duchess of Exeter, und ihrem zweiten Ehemann Sir Thomas St. Leger, verlobt. Die Ehe kam jedoch nicht zustande.
In erster Ehe heiratete Thomas Grey Eleanor St John, eine Tochter von Oliver St John of Lydiard Tregoze, Wiltshire, und dessen Ehefrau Elizabeth Scrope. Über ihre Großmutter Margaret Beauchamp war Eleanor St John die Cousine Heinrichs VII.
1509 heiratete Thomas Grey in zweiter Ehe Margaret Wotton (1487–1541), die Tochter von Sir Robert Wotton of Boughton Malherbe, Kent. Sie war in erster Ehe mit William Medley verheiratet gewesen, der im Februar des gleichen Jahres gestorben war. Aus Greys Ehe mit Margaret Wotton stammten vier Söhne und vier Töchter:
- Lady Elizabeth Grey (1510–1564), ⚭ Thomas Audley, 1. Baron Audley of Walden;
- Lady Katherine Grey (1512–1. Mai 1542) ⚭ Henry Fitzalan, 19. Earl of Arundel;
- Lady Anne Grey († 1548) ⚭ Sir Henry Willoughby († 1549);
- Henry Grey, 1. Duke of Suffolk, 3. Marquess of Dorset (1517–1554) ⚭ Lady Frances Brandon;
- Lord John Grey (1523–19. November 1569);
- Lord Thomas Grey (1526–1554);
- Lord Leonard Grey;
- Lady Mary Grey.

Greys Sohn Henry folgte ihm als Marquess of Dorset und heiratete Lady Frances Brandon, eine Enkelin Heinrichs VII. 1551 wurde er zum Duke of Suffolk ernannt. Seine Tochter Lady Jane Grey wurde testamentarisch zur Nachfolgerin von König Eduard VI. bestimmt und saß im Juli 1553 neun Tage lang auf dem englischen Thron. 1554 beteiligte sich Suffolk zusammen mit seinen Brüdern John und Thomas Grey an der Wyatt-Verschwörung gegen die Heirat Marias I. mit Philipp von Spanien und zur Unterstützung von Lady Jane Grey. Als diese Rebellion scheiterte, wurden alle drei verhaftet, Suffolk und sein Bruder Thomas wurden hingerichtet, ebenso Lady Jane selbst und ihr Ehemann Lord Guildford Dudley. Lord John Grey überlebte, und im Juli 1603 erreichte dessen jüngster Sohn, Henry Grey, dass König Jakob I. ihm den Titel Baron Grey of Groby neu verlieh.

## Vorfahren
|  |                                                                |  |  |  |  |  |  |  |  |  |  |  |  |  |  |  |
|  | Edward Grey, 6. Baron Astley (um 1415–1457)                    |  |  |  |  |  |  |  |  |  |  |  |  |  |  |  |
|  |                                                                |  |  |  |  |  |  |  |  |  |  |  |  |  |  |  |
|  |                                                                |  |  |  |  |  |  |  |  |  |  |  |  |  |  |  |
|  | John Grey of Groby (um 1432–1461)                              |  |  |  |  |  |  |  |  |  |  |  |  |  |  |  |
|  |                                                                |  |  |  |  |  |  |  |  |  |  |  |  |  |  |  |
|  |                                                                |  |  |  |  |  |  |  |  |  |  |  |  |  |  |  |
|  | Elizabeth Ferrers, 6. Baroness Ferrers of Groby (um 1419–1483) |  |  |  |  |  |  |  |  |  |  |  |  |  |  |  |
|  |                                                                |  |  |  |  |  |  |  |  |  |  |  |  |  |  |  |
|  |                                                                |  |  |  |  |  |  |  |  |  |  |  |  |  |  |  |
|  | Thomas Grey, 1. Marquess of Dorset (um 1455–1501)              |  |  |  |  |  |  |  |  |  |  |  |  |  |  |  |
|  |                                                                |  |  |  |  |  |  |  |  |  |  |  |  |  |  |  |
|  |                                                                |  |  |  |  |  |  |  |  |  |  |  |  |  |  |  |
|  | Richard Woodville, 1. Earl Rivers (um 1405–1469)               |  |  |  |  |  |  |  |  |  |  |  |  |  |  |  |
|  |                                                                |  |  |  |  |  |  |  |  |  |  |  |  |  |  |  |
|  |                                                                |  |  |  |  |  |  |  |  |  |  |  |  |  |  |  |
|  | Elizabeth Woodville (um 1437–1492)                             |  |  |  |  |  |  |  |  |  |  |  |  |  |  |  |
|  |                                                                |  |  |  |  |  |  |  |  |  |  |  |  |  |  |  |
|  |                                                                |  |  |  |  |  |  |  |  |  |  |  |  |  |  |  |
|  | Jacquetta von Luxemburg (um 1415–1472)                         |  |  |  |  |  |  |  |  |  |  |  |  |  |  |  |
|  |                                                                |  |  |  |  |  |  |  |  |  |  |  |  |  |  |  |
|  |                                                                |  |  |  |  |  |  |  |  |  |  |  |  |  |  |  |
|  | Thomas Grey, 2. Marquess of Dorset                             |  |  |  |  |  |  |  |  |  |  |  |  |  |  |  |
|  |                                                                |  |  |  |  |  |  |  |  |  |  |  |  |  |  |  |
|  |                                                                |  |  |  |  |  |  |  |  |  |  |  |  |  |  |  |
|  | William Bonville                                               |  |  |  |  |  |  |  |  |  |  |  |  |  |  |  |
|  |                                                                |  |  |  |  |  |  |  |  |  |  |  |  |  |  |  |
|  |                                                                |  |  |  |  |  |  |  |  |  |  |  |  |  |  |  |
|  | William Bonville, 6. Baron Harington (1442–1460)               |  |  |  |  |  |  |  |  |  |  |  |  |  |  |  |
|  |                                                                |  |  |  |  |  |  |  |  |  |  |  |  |  |  |  |
|  |                                                                |  |  |  |  |  |  |  |  |  |  |  |  |  |  |  |
|  | Elizabeth Harrington                                           |  |  |  |  |  |  |  |  |  |  |  |  |  |  |  |
|  |                                                                |  |  |  |  |  |  |  |  |  |  |  |  |  |  |  |
|  |                                                                |  |  |  |  |  |  |  |  |  |  |  |  |  |  |  |
|  | Cecily Bonville (1460–1529)                                    |  |  |  |  |  |  |  |  |  |  |  |  |  |  |  |
|  |                                                                |  |  |  |  |  |  |  |  |  |  |  |  |  |  |  |
|  |                                                                |  |  |  |  |  |  |  |  |  |  |  |  |  |  |  |
|  | Richard Neville, 5. Earl of Salisbury (1400–1460)              |  |  |  |  |  |  |  |  |  |  |  |  |  |  |  |
|  |                                                                |  |  |  |  |  |  |  |  |  |  |  |  |  |  |  |
|  |                                                                |  |  |  |  |  |  |  |  |  |  |  |  |  |  |  |
|  | Katherine Neville (1442–1504)                                  |  |  |  |  |  |  |  |  |  |  |  |  |  |  |  |
|  |                                                                |  |  |  |  |  |  |  |  |  |  |  |  |  |  |  |
|  |                                                                |  |  |  |  |  |  |  |  |  |  |  |  |  |  |  |
|  | Alice Montacute, 5. Countess of Salisbury (1407–1462)          |  |  |  |  |  |  |  |  |  |  |  |  |  |  |  |
|  |                                                                |  |  |  |  |  |  |  |  |  |  |  |  |  |  |  |
|  |                                                                |  |  |  |  |  |  |  |  |  |  |  |  |  |  |  |